# Terror az űrben
A Terror az űrben (eredeti cím: Incoming) 2018-as amerikai akció-sci-fi, melyet Eric Zaragoza rendezett. A főszereplők Scott Adkins, Aaron McCusker, Michelle Lehane és Lukas Loughran. 
Németországban 2018. május 25-én mutatták be, Magyarországon DVD-n jelent meg 2019. június közepén.

## Szereplők
| Szerep   | Színész         | Magyar hang          |
| -------- | --------------- | -------------------- |
| Reiser   | Scott Adkins    | Varga Gábor          |
| Bridges  | Aaron McCusker  | Posta Victor         |
| Kingsley | Lukas Loughran  | Schnell Ádám         |
| Stone    | Michelle Lehane | Gáspár Kata          |
| Argun    | Vahidin Prelic  | Sarádi Zsolt         |
| Hemmings | Dominic Power   | Csík Csaba Krisztián |
| Idris    | Alaa Safi       | Pásztor Tibor        |
| Doku     | Arkie Reece     | Mészáros András      |
| Alex     | James MacCallum | Czető Roland         |